# Scott Perunovich
Scott Douglas Perunovich, född 18 augusti 1998, är en amerikansk professionell ishockeyback som spelar för New York Islanders i National Hockey League (NHL).
Han har tidigare spelat för St. Louis Blues i NHL; Springfield Thunderbirds i American Hockey League (AHL); Minnesota Duluth Bulldogs i National Collegiate Athletic Association (NCAA) samt Cedar Rapids Roughriders i United States Hockey League i (USHL).
Perunovich draftades av St. Louis Blues i andra rundan i 2018 års draft som 45:e spelare totalt.

## Statistik
| Källa: Utv = Utvisningsminuter Uppdaterad: 2025-01-28 | Källa: Utv = Utvisningsminuter Uppdaterad: 2025-01-28 | Källa: Utv = Utvisningsminuter Uppdaterad: 2025-01-28 |                                              | Grundserie                                   | Grundserie                                   | Grundserie                                   | Grundserie                                   | Grundserie                                   |                                              | Slutspel                                     | Slutspel                                     | Slutspel                                     | Slutspel                                     | Slutspel |
| Säsong                                                | Lag                                                   | Liga                                                  | Matcher                                      | Mål                                          | Assists                                      | Poäng                                        | Utv                                          | Matcher                                      | Mål                                          | Assists                                      | Poäng                                        | Utv                                          |                                              |          |
| ----------------------------------------------------- | ----------------------------------------------------- | ----------------------------------------------------- | -------------------------------------------- | -------------------------------------------- | -------------------------------------------- | -------------------------------------------- | -------------------------------------------- | -------------------------------------------- | -------------------------------------------- | -------------------------------------------- | -------------------------------------------- | -------------------------------------------- | -------------------------------------------- | -------- |
| 2014–2015                                             | Hibbing-Chisholm Bluejackets                          |                                                       | 25                                           | 10                                           | 37                                           | 47                                           | 51                                           | 2                                            | 0                                            | 3                                            | 3                                            | 2                                            |                                              |          |
|                                                       | Team Kowalski's                                       |                                                       | 8                                            | 0                                            | 1                                            | 1                                            | 0                                            | 3                                            | 1                                            | 0                                            | 1                                            | 0                                            |                                              |          |
| 2015–2016                                             | Hibbing-Chisholm Bluejackets                          |                                                       | 25                                           | 13                                           | 55                                           | 68                                           | 21                                           | 3                                            | 2                                            | 7                                            | 9                                            | 2                                            |                                              |          |
|                                                       | Team North                                            |                                                       | 8                                            | 0                                            | 1                                            | 1                                            | 0                                            | 3                                            | 1                                            | 2                                            | 3                                            | 9                                            |                                              |          |
|                                                       | U.S. National U18 Team                                |                                                       | 2                                            | 0                                            | 0                                            | 0                                            | 0                                            | —                                            | —                                            | —                                            | —                                            | —                                            |                                              |          |
| 2016–2017                                             | Cedar Rapids Roughriders                              | USHL                                                  | 56                                           | 6                                            | 15                                           | 21                                           | 14                                           | —                                            | —                                            | —                                            | —                                            | —                                            |                                              |          |
| 2017–2018                                             | Minnesota Duluth Bulldogs                             | NCAA                                                  | 42                                           | 11                                           | 25                                           | 36                                           | 36                                           | —                                            | —                                            | —                                            | —                                            | —                                            |                                              |          |
| 2018–2019                                             | Minnesota Duluth Bulldogs                             | NCAA                                                  | 39                                           | 3                                            | 26                                           | 29                                           | 32                                           | —                                            | —                                            | —                                            | —                                            | —                                            |                                              |          |
| 2019–2020                                             | Minnesota Duluth Bulldogs                             | NCAA                                                  | 34                                           | 6                                            | 34                                           | 40                                           | 64                                           | —                                            | —                                            | —                                            | —                                            | —                                            |                                              |          |
| 2020–2021                                             | St. Louis Blues                                       | NHL                                                   | Missade hela säsongen på grund av axelskada. | Missade hela säsongen på grund av axelskada. | Missade hela säsongen på grund av axelskada. | Missade hela säsongen på grund av axelskada. | Missade hela säsongen på grund av axelskada. | Missade hela säsongen på grund av axelskada. | Missade hela säsongen på grund av axelskada. | Missade hela säsongen på grund av axelskada. | Missade hela säsongen på grund av axelskada. | Missade hela säsongen på grund av axelskada. | Missade hela säsongen på grund av axelskada. |          |
| 2021–2022                                             | St. Louis Blues                                       | NHL                                                   | 19                                           | 0                                            | 6                                            | 6                                            | 8                                            | 7                                            | 0                                            | 4                                            | 4                                            | 0                                            |                                              |          |
|                                                       | Springfield Thunderbirds                              | AHL                                                   | 17                                           | 3                                            | 19                                           | 22                                           | 8                                            | —                                            | —                                            | —                                            | —                                            | —                                            |                                              |          |
| 2022–2023                                             | Springfield Thunderbirds                              | AHL                                                   | 22                                           | 2                                            | 18                                           | 20                                           | 12                                           | 2                                            | 0                                            | 0                                            | 0                                            | 0                                            |                                              |          |
| 2023–2024                                             | St. Louis Blues                                       | NHL                                                   | 54                                           | 0                                            | 17                                           | 17                                           | 12                                           | —                                            | —                                            | —                                            | —                                            | —                                            |                                              |          |
| 2024–2025                                             | St. Louis Blues                                       | NHL                                                   | 24                                           | 2                                            | 4                                            | 6                                            | 6                                            | —                                            | —                                            | —                                            | —                                            | —                                            |                                              |          |
| NHL totalt                                            | NHL totalt                                            | NHL totalt                                            | 97                                           | 2                                            | 27                                           | 29                                           | 26                                           | 7                                            | 0                                            | 4                                            | 4                                            | 0                                            |                                              |          |
| AHL totalt                                            | AHL totalt                                            | AHL totalt                                            | 39                                           | 5                                            | 37                                           | 42                                           | 20                                           | 2                                            | 0                                            | 0                                            | 0                                            | 0                                            |                                              |          |
| NCAA totalt                                           | NCAA totalt                                           | NCAA totalt                                           | 115                                          | 20                                           | 85                                           | 105                                          | 132                                          | —                                            | —                                            | —                                            | —                                            | —                                            |                                              |          |

### Internationellt
| Källa: Uppdaterad: 2025-01-28 | Källa: Uppdaterad: 2025-01-28 | Källa: Uppdaterad: 2025-01-28 |         | Utv = Utvisningsminuter | Utv = Utvisningsminuter | Utv = Utvisningsminuter | Utv = Utvisningsminuter | Utv = Utvisningsminuter |
| År                            | Lag                           | Mästerskap                    | Matcher | Mål                     | Assists                 | Poäng                   | Utv                     |                         |
| ----------------------------- | ----------------------------- | ----------------------------- | ------- | ----------------------- | ----------------------- | ----------------------- | ----------------------- | ----------------------- |
| 2015                          | USA                           | Ivan Hlinka                   | 4       | 0                       | 0                       | 0                       | 2                       |                         |
| 2018                          | USA                           | JVM                           | 7       | 1                       | 2                       | 3                       | 2                       |                         |
| 2023                          | USA                           | VM                            | 10      | 1                       | 7                       | 8                       | 0                       |                         |
| Junior totalt                 | Junior totalt                 | Junior totalt                 | 11      | 1                       | 2                       | 3                       | 4                       |                         |
| Senior totalt                 | Senior totalt                 | Senior totalt                 | 10      | 1                       | 7                       | 8                       | 0                       |                         |